# محمدجواد بلاغی
محمدجواد بلاغی نجفی متکلم، مفسر، فقیه، اصولی، شاعر و ادیب، (زادهٔ ۱۲۸۲ و درگذشتهٔ ۱۳۵۲ در نجف) روحانی شیعه عراقی است.

## زاد روز
وی در سال ۱۲۸۲ در محله براق نجف به دنیا آمد. پدرش شیخ حسن بلاغی، از اهل علم و دانش بوده‌است. خانواده بلاغی از خانواده‌های مشهور به فضل و علم و اجداد او همه از مردان علم و ادب شناخته شده‌اند که از جمله آنها مؤلف کتاب مشهور «تنقیح المقال» است.

## تحصیل
علوم مقدماتی را در حوزه علمیه نجف فراگرفت. در سن ۲۴ سالگی (۱۳۰۶) به کاظمین رفت و ۶ سال (تا سال ۱۳۱۲) در آنجا ماند. در این مدت به خاطر ارتباط با پیروان ادیان، مذاهب و مکتب‌های مختلف، با افکار آنها آشنا شد. در سال ۱۳۱۲ به حوزه نجف برگشت. دوره اقامت دوباره او در نجف ۱۴ سال به درازا کشید؛ سپس راهی سامرا شد و در درس میرزای شیرازی شرکت کرد. ده سال در سامرا ماند و در این مدت به تحقیق و تألیف پرداخت و بخشی از آثارش را در این شهر نگاشت تا اینکه این شهر به دست نیروهای انگلیسی اشغال شد. از این رو، دوباره به کاظمین رفت. پس از دو سال به شهر نجف برگشت و تا پایان عمر به جهاد علمی خود ادامه داد.

## اساتید
- سید محمدحسن هاشم هندی غروی
- ملا محمدکاظم خراسانی[۳]
- میرزا محمدتقی شیرازی[۴]
- سید حسن صدرالدین کاظمی
- محمدحسین مامقانی
- میرزاحسین نوری
- طه نجف
- رضا همدانی

## شاگردان
- سید عبدالاعلی سبزواری
- سید شهاب‌الدین مرعشی نجفی
- سید ابوالقاسم خویی
- سید هادی میلانی
- میرزا محمدعلی اردوبادی نجفی
- سید محمدصادق بحرالعلوم
- محمدرضا آل فرج‌الله نجفی
- مهدی مهدوی لاهیجی
- محمد مهدوی لاهیجی
- ذبیح‌الله محلاتی
- محمدعلی مدرس خیابانی
- نجم‌الدین جعفر عسکری تهرانی
- محمدرضا طبسی نجفی
- علامه میرزا محمدعلی ادبی تهرانی
- علی خاقانی
- نعمه خاقانی
- علی محمد بروجردی
- مهدی بن داوود الحجّار
- مجتبی لنکرانی نجفی
- سید صدرالدین جزایری
- ابراهیم بن شیخ مهدی قریشی
- مرتضی مظاهری نجفی
- سید مرتضی لنگرودی

## تألیف‌ها
از بلاغی در زمینه‌های فقه، اصول، تفسیر، تاریخ، کلام و عقاید، ادیان و مذاهب آثاری باقی‌مانده‌است که به بیش از شصت کتاب و رساله می‌رسد.
- تفسیر آلاء الرحمن
- الهدی الی دین المصطفی (در دو جلد)
- الرحله المدرسیة او المدرسة السیارة
- اعاجیب الاکاذیب
- التوحید و التثلیث
- داعی الاسلام و داعی النصاری
- رسالة فی الرد علی ینابیع الاسلام
- المسیح و الانجیل
- نصایح الهدی
- الشهاب
- انوار الهدی
- البلاغ المبین
- نسمات الهدی
- مصباح الهدی
- مسئلة فی البداء
- الرد علی الوهابیة
- اجوبة المسائل البغدادیة
- رسالة فی الرد جرجیس سایل و هاشم العربی
- دعوی الهدی الی الورع فی الافعال و الفتوی
- المصابیح فی بعض من ابدع فی الدین فی القرن الثالث عشر
- رساله‌ای دربارهٔ اوامر و نواهی در علم اصول
- رساله‌ای در نفی تزویج ام‌کلثوم با عمر بن خطاب
- رساله‌ای دربارهٔ عدم اعتبار تفسیر منسوب به امام حسن عسکری (ع)
- رساله‌ای در ردّ جرجیس سائل و هاشم عربی[۵]
- رساله‌ای در ردّ حسیون[۶]
- ردّ بر کتاب «تعلیم العلماء» نوشته غلام احمد قادیانی
- ردّ بر کتاب «حیاة المسیح» نوشته غلام احمد قادیانی
- ردّ بر کتاب «ینابیع الکلام»
- داروین و اصحابه[۷]
- علامه بلاغی، بر زبان‌های عربی، عبری، انگلیسی و فارسی به‌خوبی مسلط بود.

## فعالیت‌های فرهنگی و اجتماعی
- شناسایی مکتب‌هایی که دین اسلام و آموزه‌های آن را نقد می‌کردند:
وی در این بررسی منتقدان اسلام را در آن دوره، سه گروه عمده دریافت: مسیحیت و یهودیت؛ مادی‌گراها و مذاهبی که در درون دنیای اسلام پدید آمده بودند، که عبارت بودند از: بابیه و بهائیه، قادیانیه و وهابیت.
- مجهز شدن به ابزارهای دفاع و مبارزه با آنها:
از این رو، برای اینکه در میدان مبارزه فکری با برهان محکم وارد شود، با کوشش بسیار به جز زبان مادری (عربی) زبان‌های عبری، انگلیسی و فارسی[۸] را فراگرفت و برای یادگیری زبان عبری با شماری از یهودی‌ها در بغداد ارتباط و دوستی برقرار نمود.[۹]
- مطالعه عمیق و گسترده دربارهٔ یهود و مسیحیت با استفاده از منابع اصیل خود آنها و گردآوری اطلاعات از منابع آنها
- مواجهه عالمانه و برهانی با شبهه‌ها، پرسش‌ها

## درگذشت
وی در شب دوشنبه ۲۲ شعبان ۱۳۵۲ وفات یافت و در صحن حرم علی بن ابیطالب به خاک سپرده شد.